# 久保市乙剣宮

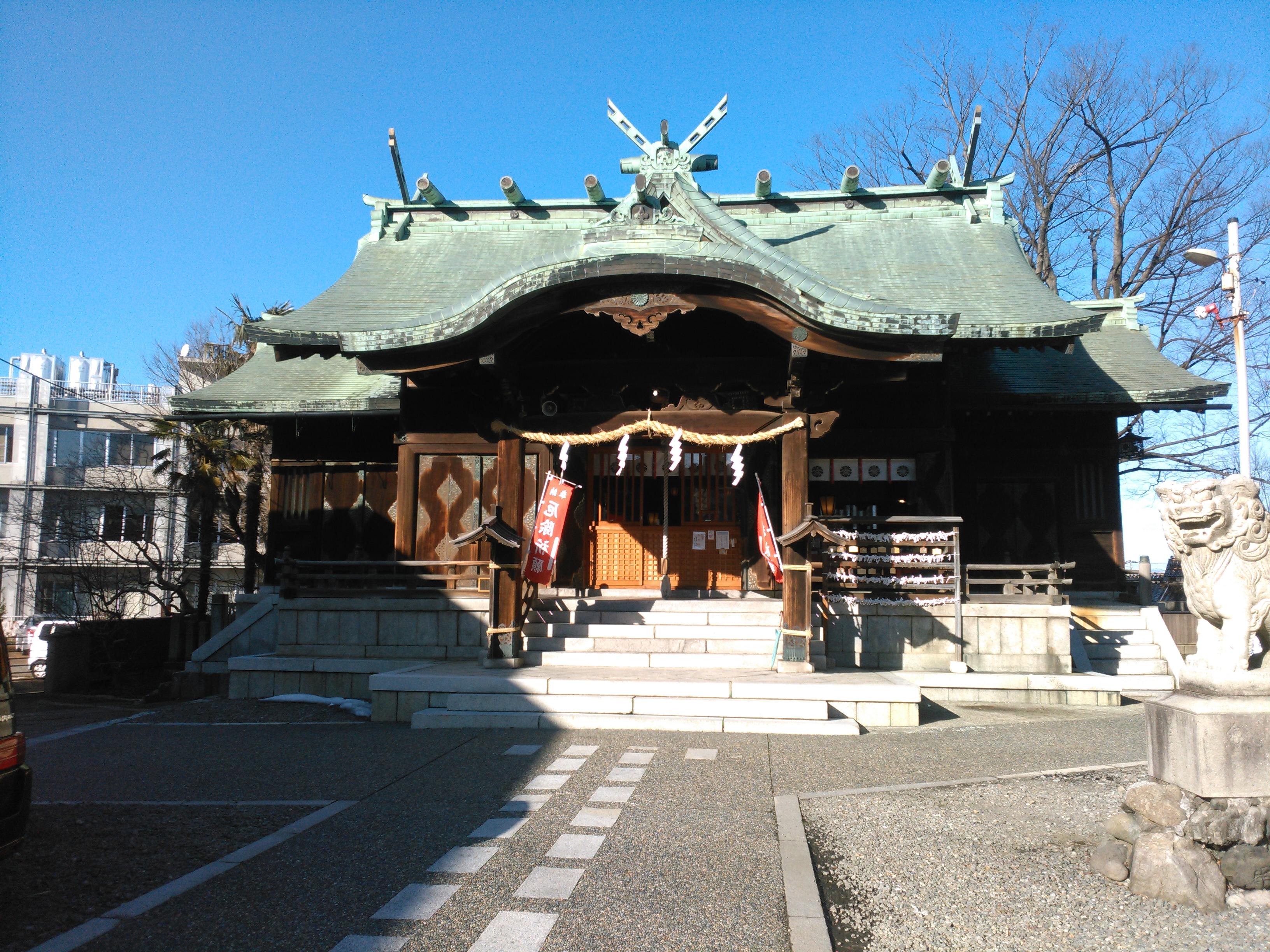
外観

久保市乙剣宮（くぼいちおとつるぎぐう）は、石川県金沢市下新町6番21号にある神社。
祭神は、素戔嗚尊。

## 概要
浅野川沿いに位置する。
境内には金沢市指定保存樹のケヤキがある。また、末社として久保市稲荷社が存在。
境内の裏手から、主計町へと抜ける「暗がり坂」へと通じる。これは、花街に遊びに行く旦那衆が通った坂であるという。
当社のすぐ傍には、蕉門十哲のひとり、立花北枝の住居跡がある。

## 歴史
創建年代は不詳。
1877年（明治9年)、郷社となる。

## 交通アクセス
- 北陸鉄道バス 記念館バス停下車 徒歩1分